# Lulworthia submersa
Lulworthia submersa är en svampart som beskrevs av T.W. Johnson 1958. Lulworthia submersa ingår i släktet Lulworthia och familjen Lulworthiaceae.   Inga underarter finns listade i Catalogue of Life.